# Борисови камъни
Борисовите камъни (на беларуски: Барысавы камяні) (Двински камъни) са големи валуни, паметници на руската лапидарна епиграфия и иконография от 12 век, запазени на територията на Беларус, в границите на бившето Полоцко войводство.
Това са камъни с височина от 1,8 м до 3 м и обиколка до 8 м. По тях са изобразени кръстове, обикновено патриархални, с две хоризонтални линии, и различни, дълбоко врязани надписи. Откриването им изиграва значителна роля във формирането на науката за църковните антики в Русия през 18 – 19 век, въпреки че повечето от тях са унищожени.
Все още не е достатъчно ясно от кого, кога и с каква цел са издълбани кръстовете и надписите върху тези камъни. Освен това съществуващите фотографии на унищожените валуни са много неточни, което задълбочава съмненията в тълкуването на произхода и предназначението им.
Историците предполагат, че повечето от кръстовете вероятно са изсечени по заповед на полоцкия княз Борис (Рогволод) Всеславич, царувал от края на 1127 г. до началото на 1129 г., за което свидетелства повтарящият се текст на надписите върху камъните – „Господи, помогни на твоя роб Борис“. В един от случаите е споменат и синът на княза – Рогволод Борисович и е поставена датата 7 май 1171 г. Известни са и кръстове и текстове по камъните Сулибор и Воротиш. Надписите са стандартни и се повтарят в официални документи, върху печатите, монетите, както и във възпоменателни знаци, молитвени текстове по стените на храмовете и други от онова време.

## Местонахождение
Повечето Борисови валуни са унищожени по време на борбата на СССР срещу религията. Същата съдба сполетява и камъка на Рогволод с надпис „Въ 6679 (1171) месяца мая въ 7 день доспенъ крест сей. Господи помози рабу своему Василію въ крещеніи именемъ Рогволоду сыну Борисову“. Намирал се е в село Дятлово и е варварски взривен през 30-те години на 20 век. Отломките от него са използвани за изграждането на магистралата Москва-Минск.
Най-големият брой Борисови камъни са открити в плитчините на река Западна Двина, при село Подкостелци, на 5 км от град Полоцк. Екземпляри са намерени край селището Друя, разположено на границата с Латвия, в близост до град Дисна (два до бившето село Болотки, Миорски район и един до бившето село Наковници във Верхнедвински район). Известен е и още един – край село Високи Городец, Толочински район. В литературата се споменават и други валуни, които по-късно са загубени или унищожени. По някои от все още съществуващите надписите са неясни и не могат да се прочетат, а по други са изобразени само кръстове, без надписи.
Запазени са само четири беларуски Борисови камъка. Камъкът от село Болотки с надпис „Сулиборь хрьст“ е най-малкият от всички. През 1887 – 1888 г. е издигнат от дъното на реката, изпратен в Москва и е изложен в музея-резерват „Коломенское“. В Беларус са останали три – близо до храма „Св. София“ в Полоцк, Воротишин кръст в село Камено, Минска област и в град Друя, Витебска област. Този от град Друя дълго време е бил скрит дълбоко под вода, но в първата половина на 20 век е изнесен от пролетния леден дрейф. Извлечен е на брега едва през 2002 г. През 2011 г. е пренесен на главния площад на селището. Воротишин кръст се намира в частен двор в селото, където е открит.

## Откриване и изучаване
Първият, който обръща внимание на един от камъните в Двина, е полският историк и писател Матей Стриковски, първият историограф на Великото литовско княжество, който живее и пише във Витебск през втората половина на 16 век. По негово описание това е камък, издигащ се от река Двина, на една миля от град Дисна и седем мили от Полоцк, между Дриса и Дисна. Стига до него с лодка, придружен от спътниците си. На камъка вижда изсечен кръст по руски образец. Придружен е с текста „Вспоможи, Господи, раба своего Борисса сына Гинвиловего“. Самият Стриковски не е знаел руски, а текстът му е преведен от някакъв търговец. Това води до съмнения за точността на този превод. Всъщност уточнението „сына Гинвиловего“ липсва в текста на камъка. Според историците, Стриковски го добавя съвсем самоволно, така че е възможно валунът да е поставен по времето на съвсем друг владетел, също с името Борис.
Йезуитът Алберт Виюк-Коялович, който според Крашевски само преработва текста на Стриковски, се опитва по свой начин да направи корекции по него, които обаче далеч не са по-добри. Той също споменава един от камъните в Двина – онзи, за който пише Стриковски. В съчинението на Виюк-Коялавич „Historia Litvaniae“ се казва: „И сега можете да видите паметник на неговото християнско благочестие (княз Борис), а именно – огромен камък, стърчащ от дълбините на Двина със следния груб, но благочестив надпис: „Miserere Domene mancipio tuo Boryso, Ginvilonis filio“ и изсечен кръст. Виюк-Коялович не казва на какъв език е надписът, което, от своя страна, подвежда историка Август Шльоцер, автор на норманската теория за произхода на руската култура. В своята „История на Литва“ той почти буквално повтаря текста на Виюк-Коялович.
През 1774 г. е издадена книгата на Тимофей Малгин „Огледалото на руските царе“, където е споменат Рогволодовият камък и надписа на него „В лето 6679 месяца мая в 7 день доспен крест сей. Господи помози рабу своему Василию в крещении именем Рохволоду сыну Борисову“. Малгин погрешно смята камъка за надгробен камък на княз Василко Святославич, хипотетичен внук на Владимир II Мономах.
През 1818 г., при разчистване на река Двина от камъни, са открити още три валуна с кръстове и текстове. Докато пристигне заповедта за запазването им, два от тях вече са взривени. В „Списък на руските паметници“ историкът Пьотър фон Кьопен също споменава за тях. При пътуването си по Двина той обаче не успява да ги види, защото при пълноводието те са останали под водата.
Повече сведения за тях са дадени през 1842 г. в списание „Rubon“. Към статията си граф Михайло (Мингайло) Плятер, който сам е видял валуните, прилага рисунки на 4 от тях. В продължение на години след това различни историци пишат в трудовете си за тези валуни, базирайки се на информацията на Плятер.
През 1846 г. историкът и етнограф Константин Тишкевич пише за Рогволодския камък и цитира текста върху него. Разказва, че валунът е от сив гранит и 60 години преди това, селяните, които го почитат като свещен, изграждат около него стени и го защитават с покрив, така че по времето на Тишкевич той се намира в нещо като малък дървен параклис. Публикува съобщение и за Вилейския камък (Воротишин кръст). Това е естествено конусовиден, местен блок от тъмен гранит, на който е изрязан двоен кръст.
През 1867 г. в статията „Паметници на старата витебска провинция“ А. Сементовски разказва и показва рисунки на пет камъка, разположени в река Двина. През 1890 г. руският историк и археолог Алексей Сапунов издава монографията „Двински или Борисов камъни“, в която е събрана информация за всички известни по онова време Борисови валуни. Тя съдържа редица висококачествени изображения на тези камъни, много от които впоследствие са изгубени, и до ден днешен служи за отправна точка за изследователите, занимаващи се с този проблем.
- Матей Стриковски
- Август Лудвиг фон Шльоцер
- Пьотър фон Кьопен
- Константин Тишкевич
- Алексей Сапунов